# José Bonifácio Borges de Andrada
José Bonifácio Borges de Andrada GOMM (Rio de Janeiro, 7 de dezembro de 1956) é um jurista e advogado brasileiro, membro do Ministério Público Federal desde 1984. Foi advogado-Geral da União durante o governo Fernando Henrique Cardoso e advogado-Geral do Estado de Minas Gerais durante a gestão do governador Aécio Neves.
Também exerceu a função de vice-procurador-geral da República nas gestões de Rodrigo Janot e Augusto Aras. É filho do ex-deputado federal Bonifácio José Tamm de Andrada e de Amália Borges de Andrada, e descendente direto de Martim Francisco Ribeiro de Andrada, irmão de José Bonifácio.

## Carreira
José Bonifácio Borges de Andrada ingressou em 1972 na Escola Preparatória de Cadetes do Ar, em Barbacena (Minas Gerais), onde realizou os estudos do segundo grau de ensino, e formou-se em direito pela Pontifícia Universidade Católica de Minas Gerais (PUC-MG) em 1979.
Foi auxiliar judiciário do Tribunal Regional Eleitoral de Minas Gerais em 1980, advogado da Mendes Júnior Internacional em assuntos relativos ao Iraque de 1981 a 1982, vereador do município de Barbacena (Minas Gerais) em 1982 e promotor de Justiça do Ministério Público do Estado do Espírito Santo de 1983 a 1984.
Ingressou no Ministério Público Federal (MPF) como procurador da República em 1984 e foi promovido a subprocurador-geral da República em 2009.
Por haver entrado no MPF antes da vigência da Constituição de 1988, não tem o impedimento de atuar como advogado, e assim ocupou os cargos de consultor jurídico do Ministério da Previdência Social (1995-2000), subchefe para Assuntos Jurídicos da Casa Civil da Presidência da República (2000-2001), secretário Executivo do Ministério da Justiça (2001-2002) e subsecretário-geral da Secretaria-Geral da Presidência da República (2002).
Foi advogado-Geral da União em 2002, no final do governo Fernando Henrique Cardoso. Em sua gestão como AGU, José Bonifácio foi um dos responsáveis pela criação da atual Procuradoria-Geral Federal, órgão vinculado à Advocacia-Geral da União e que tem como função defender os interesses públicos, representando judicial e extrajudicialmente, as autarquias e fundações federais.
Após, foi Advogado-Geral do Estado de Minas Gerais de 2003 a 2010, durante o governo Aécio Neves. Na sua gestão, promoveu a unificação das diversas carreiras jurídicas do Estado em um só órgão. Admitido à Ordem do Mérito Militar em 1991 no grau de Cavaleiro especial pelo presidente Fernando Collor, Andrada foi promovido em 2003 por Luiz Inácio Lula da Silva ao grau de Grande-Oficial.
Enfrentou processo administrativo disciplinar no Superior Tribunal de Justiça, no qual era investigado por suposta participação em convênio entre o INSS, o Ministério da Previdência Social e o Centro Educacional de Tecnologia em Administração (Cetead), entre os anos de 1999 e 2000.  O Tribunal entendeu prescrita a ação.
Em razão do descumprimento há 28 anos por parte da União e dos tribunais do país, da regra constitucional que exige o voto direto, universal e secreto para a escolha de juízes de paz, responsáveis por celebrar casamentos e exercer atribuições conciliatórias, em uma tentativa de valer fazer a regra, a Procuradoria Geral da República, por iniciativa de José Bonifácio, ajuizou no dia 20 de abril de 2017 a Ação Direta de Inconstitucionalidade por Omissão (ADO) n° 40, requerendo o cumprimento do caput do artigo 98 e seu inciso II, da Constituição Federal de 1988, de forma que tribunais de Justiça formulem propostas sobre o tema e que tanto o Congresso Nacional como assembleias legislativas analisem esses projetos de lei. 